# Chư Sê, Gia Lai
Chư Sê là xã thuộc tỉnh Gia Lai, Việt Nam.

## Địa lý
Thị trấn Chư Sê có vị trí địa lý:
- Phía đông giáp xã Dun
- Phía tây giáp xã Ia Glai và xã Ia HLốp
- Phía nam giáp xã Ia Blang và xã Ia Pal
- Phía bắc giáp xã Chư Pơng.

Thị trấn Chư Sê có diện tích 28,13 km², dân số năm 2019 là 40.080 người, mật độ dân số đạt 1.425 người/km².

## Hành chính
Thị trấn Chư Sê có 14 tổ dân phố, 7 thôn, 6 làng.

## Lịch sử
Ngày 30 tháng 5 năm 1988, Hội đồng Bộ trưởng ban hành Quyết định số 96-HĐBT về việc thành lập thị trấn Chư Sê trên cơ sở tách 7 làng: Tiền Phong 1, Tiền Phong 2, Tiền Phong 3, Glan, Kê, Ngo, Ser của xã Ia Blang và 5 làng: Mỹ Thạch 1, Mỹ Thạch 2, Quốc lộ 25, Tốt Hangring, Tốt Dun Pêu của xã Dun.
Thị trấn Chư Sê có 2.510 ha diện tích tự nhiên và 5.579 nhân khẩu.
Ngày 12 tháng 2 năm 2015, Bộ Xây dựng ban hành Quyết định số 210/QĐ-BXD về việc công nhận thị trấn Chư Sê là đô thị loại IV.